# 3JS
3JS ist eine niederländische Popgruppe. Die 2002 gegründete Band besteht aus den Mitgliedern Jan Dulles, Jaap Kwakmann und Jaap de Witte. Mit ihrem 2007 im Stil des Palingsound veröffentlichten Debütalbum Watermensen hatte die Gruppe ihren künstlerischen Durchbruch in den Niederlanden. 2011 vertraten sie ihr Heimatland beim 56. Eurovision Song Contest in Düsseldorf.

## Bandgeschichte
Der Sänger Jan Dulles (eigentlich Jan Keuken) und die Gitarristen Jaap Kwakman und Jaap de Witte (eigentlich Jaap Schilder) stammen alle aus Volendam, einem Zentrum der niederländischen Musikindustrie. Nachdem die Musiker jeweils bereits musikalische Erfahrungen in verschiedenen Bands gesammelt hatten, traten sie erstmals 2002 unter dem Bandnamen 3JS auf. Der Bandname geht auf den identischen Anfangsbuchstaben ihrer Vornamen zurück. Ihr erstes Studioalbum veröffentlichte die Band 2007 unter dem Titel Watermensen. Das Album erreichte Platz sechs der niederländischen Top-100-Albumcharts. Im Sommer des Jahres trat die Gruppe über acht Wochen in der Dokusoap 3JS komen eraan des Lokalsenders RTV Noord-Holland auf und hatten im September in der Show von Jan Smit einen Gastauftritt, wodurch sie einem größeren Publikum bekannt wurden. Ihr Debütalbum wurde Anfang 2008 von der Stichting Nederlandse Muziek ausgezeichnet und erhielt zudem die Zilveren Harp (dt.: Silberne Harfe).
Weitere Alben der Band sind Kamers van m'n hart von 2008 und Dromers en dwazen von 2010, die ebenso wie Watermensen in den Niederlanden Goldstatus erreichten. Für das Album Dromers en dwazen bekamen sie auch den Edison Publieksprijs. Im Juli 2010 gab der niederländische Fernsehsender TROS bekannt, die Band 3JS als nationalen Teilnehmer zum Eurovision Song Contest 2011 nach Deutschland zu entsenden. In einer nationalen Vorentscheidung am 30. Januar 2011 stellte die Gruppe fünf ihrer Songs den Zuschauern vor, die hieraus den Siegertitel Je vecht nooit alleen per Televoting gemeinsam mit einer Jury (je 50 %) ermittelten.
Am 12. Mai 2011 interpretierte die Formation den Titel in englischer Sprache (Never Alone) im zweiten ESC-Halbfinale in Düsseldorf, konnte sich aber nicht für die Finalrunde qualifizieren. Wie nach dem Finale bekannt wurde, belegten sie im Halbfinale den letzten Platz.
Im Jahr 2012 veröffentlichten 3JS ihr nächstes Studioalbum 4 Elementen. Wie der Vorgänger erreichte es Platz 3 der Albumcharts. Danach erschien das Kompilationsalbum Totzoverder - Het beste van 3JS, bei dem die Titel von den Fans der Band ausgewählt worden waren. Es erschien im April 2013. Gleichzeitig wurde bekannt, dass Jaap de Witte nicht mehr bei der Band mitspielen konnte. Sein Sohn Jan de Witte übernahm seinen Platz als Gitarrist der Band. Mit ihm wurde auch das fünfte Studioalbum Dichter bij de horizon eingespielt, das noch im selben Jahr erschien und die Reihe der Nummer-3-Alben fortsetzte.

## Diskografie

### Alben
| Jahr | Titel                           | Höchstplatzierung, Gesamtwochen, AuszeichnungChartsChartplatzierungen (Jahr, Titel, Platzierungen, Wochen, Auszeichnungen, Anmerkungen) | Anmerkungen   |
| Jahr | Titel                           | NL | Anmerkungen   |
| ---- | ------------------------------- | --- | ------------- |
| 2007 | Watermensen                     | NL6 Gold · (87 Wo.)NL |               |
| 2008 | Kamers van m’n hart             | NL4 Gold · (51 Wo.)NL |               |
| 2010 | Dromers en dwazen               | NL3 Gold · (76 Wo.)NL | Edison        |
| 2012 | 4 elementen                     | NL3 (23 Wo.)NL |               |
| 2013 | Totzoverder – Het beste van 3JS | NL3 (27 Wo.)NL | Best-of-Album |
| 2013 | Dichter bij de horizon          | NL3 (24 Wo.)NL |               |
| 2014 | Acoustic Christmas              | NL2 Gold · (12 Wo.)NL |               |
| 2015 | 7                               | NL4 (16 Wo.)NL |               |
| 2016 | Acoustic Christmas Volume 2     | NL10 (5 Wo.)NL |               |
| 2018 | Nu                              | NL3 (10 Wo.)NL |               |
| 2020 | De aard van het beest           | NL1 (3 Wo.)NL |               |
| 2023 | Mooije tijden                   | NL3 (1 Wo.)NL |               |

### Singles
| Jahr | Titel Album                           | Höchstplatzierung, Gesamtwochen, AuszeichnungChartsChartplatzierungen (Jahr, Titel, Album, Platzierungen, Wochen, Auszeichnungen, Anmerkungen) | Anmerkungen |
| Jahr | Titel Album                           | NL | Anmerkungen |
| ---- | ------------------------------------- | --- | --- |
| 2010 | Wat is dromen –                       | NL17 (13 Wo.)NL | mit Ellen ten Damme |
| 2011 | Je vecht nooit alleen / Never Alone – | NL12 (15 Wo.)NL | |
| 2011 | Wereldwijd Orkest –                   | NL12 (4 Wo.)NL | Het Metropole Orkest o.l.v. Vince Mendoza featuring Edsilia Rombley, Trijntje Oosterhuis, Leonie Meijer, 3JS, Jennifer Ewbank, Ruth Jacott, Paul de Munnik, Giovanca, Hind, L.A. the Voices, Glennis Grace, Karin Bloemen und Lee Towers |
| 2021 | Vreemde leegte –                      | NL38 (2 Wo.)NL | |

Weitere Singles
- Kom (2007)
- Net alsof (2007)
- Één met de bomen (2007)
- Één met de bomen / De zomer vorbij (2007)
- Watermensen (2008)
- Wiegelied (2008)
- Hou van mij (2009)
- Kamers van m’n hart (2009)
- Bevlogen als vogels (2009)
- Vandaag ben ik vrij / Alles overnieuw (2009)
- Loop met me over zee (2010)
- Geloven in het leven (2010)
- De stroom (2011)
- Toen ik jou vergat (2011)
- De weg (2012)
- Bij hoog en laag (2012)
- Voor eens en altijd (2012)
- Geef mij een naam (3JS & Elske DeWall, 2012)
- Bijzonder (2013)
- Zo mooi als jij (2013)
- Til me op (2013)
- Man in de spiegel (Bart Herman & 3JS, 2014)